# Thyridiphora
Thyridiphora és un gènere d'arnes de la família Crambidae.

## Taxonomia
- Thyridiphora furia Swinhoe, 1884
- Thyridiphora gilva (Turner, 1926)